# Сер Джозеф Напір, 1й баронет Напір

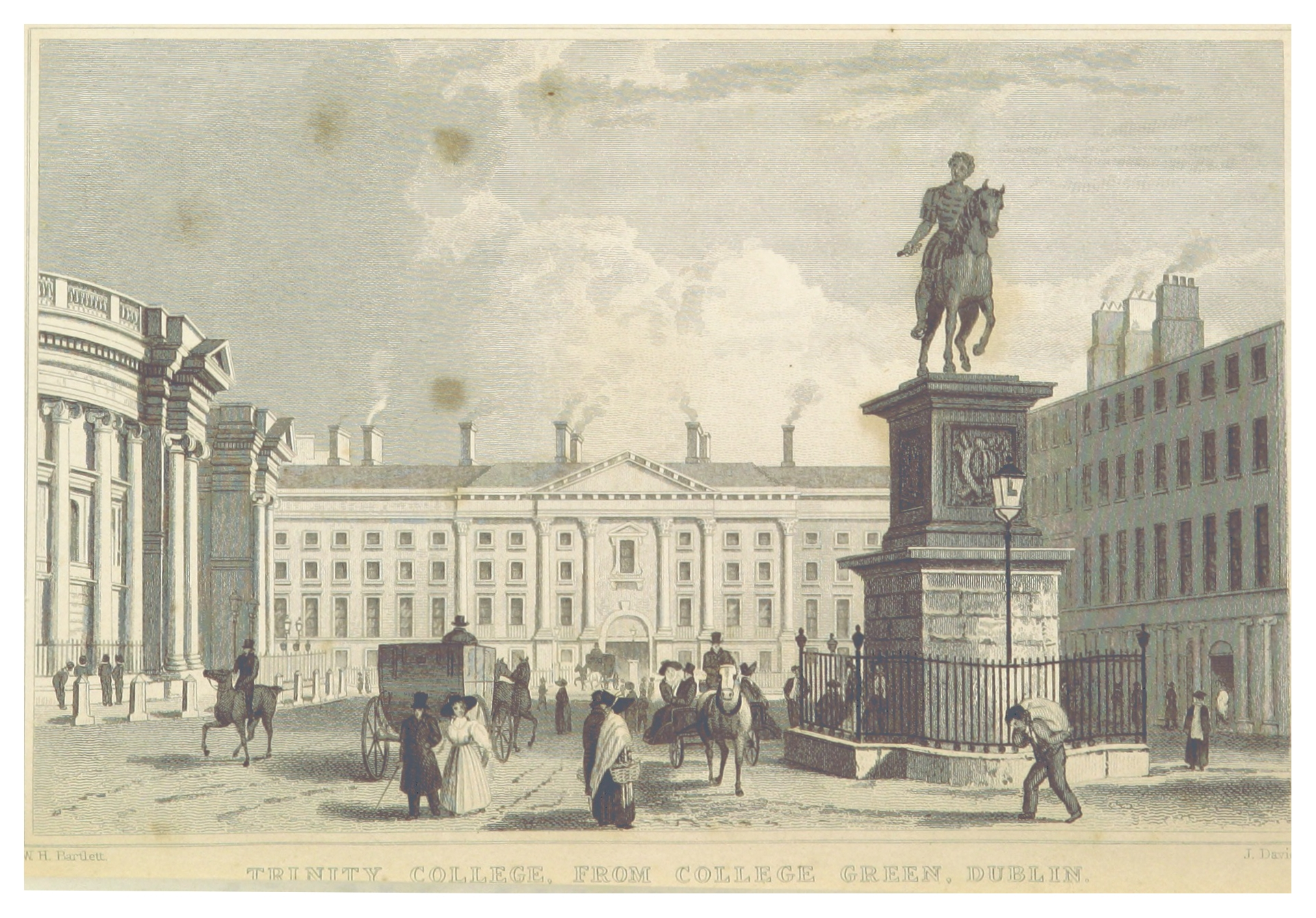
Трініті-коледж в 1837 році. Малюнок.

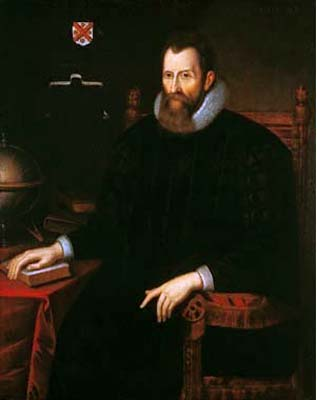
Математик Джон Напір з Мерчістона (1550 – 1617).

Сер Джозеф Напір (26 грудня 1804 — 9 грудня 1882) – І баронет Напір, депутат парламенту Об’єднаного Королівства Великобританії та Ірландії, належав до Ірландської консервативної партії. Він був відомим політиком, адвокатом, суддею, обіймав посаду лорд-канцлера Ірландії, був відомим вченим – юристом та математиком, отримав науковий ступінь доктора юридичних наук.

## Життєпис

### Походження
Джозеф Напір був сином Вільяма Напіра та його дружини Розетти Мак Нагтен, що з Баллірі Хаус, графство Антрім. Джозеф Напір народився в Белфасті, Ірландія, де його батько був успішним пивоваром. Родина Напір емігрувала до Ольстера з Шотландії: вони походили від Джона Напіра, математика, винахідника логарифмічного числення. 

### Освіта
Джозеф Напір навчався в Белфастському академічному інституті та Дублінському Трініті-коледжі.

### Кар’єра
Отримавши юридичну освіту Джозеф Напір почав працювати адвокатом у 1831 році. Він планував працювати в Трініті-коледжі якесь фінансування від держави, але його одруження в 1831 році дискваліфікувало його, оскільки Трініті-коледжі в ті часи вимагав від колег дотримуватись целібату. Він створив дуже велику юридичну практику і отримав вражаючу репутацію вченого юриста, особливо в області подання скарг і прохань. У 1844 році він став радником королеви. 
Джозеф Напір був обраний депутатом Палати громад парламенту від Дублінського університету і займав це місце з 1848 по 1858 рік після того, як він програв перший раз вибори в 1847 році. Він отримав посаду генерального прокурора Ірландії і володів нею з березня по грудень 1852 року. Він також став радником Таємної Ради Ірландії в 1852 році. Джозеф Напір  отримав ступінь доктора юридичних наук цивільного права в 1853 році. Джозеф Напір був непохитним торі в політиці та надзвичайно старанно виконував свої політичні обов’язки. Він покинув Палату громад парламенту, коли його призначили лорд-канцлером Ірландії в 1858 році, і він обіймав цю посаду до 1859 року. Його призначення викликало деякий подив, оскільки він заробив собі репутацію в судах загального права, хоча він також виконував певну канцелярську адміністративну роботу. Деяке збентеження викликало те, що попередньому лорд-канцлеру Ірландії Френсісу Блекберну, запропонували її вдруге, і після початкової відмови він був готовий прийняти. Блекберн дуже болісно і важко переніс призначення Джозефа Напіра лорд-канцлером замість нього.
Джозеф Напір отримав титул баронета Напір в 1867 році і був призначений до Таємної Ради Об’єднаного Королівства Великобританії та Ірландії в 1868 році, що дало йому право бути радником юридичного комітету Таємної Ради. Незважаючи на його очевидне бажання повернутися на посаду, він більше ніколи не став лорд-канцлером Ірландії: навіть у партії торі його сильні євангельські погляди зробили його ворогом багатьох політиків, тоді як адвокатура скаржилася, що його глухота не дає йому можливості ефективно вести судові справи і виконувати обов’язки адвоката. Він прийняв посаду лорда апеляційного судді, але реакція колегії адвокатів була настільки негативною (схоже, що проблема була в його глухоті, а не в релігійних переконаннях), що він відкликав свою кандидатуру. 
Його наукові публікації включають навчальні, математичні та юридичні праці. У 1880 році, після смерті свого старшого сина Вільяма, від якої він так і не оговтався, він пішов на пенсію в Сент-Леонардс-он-Сі, що в Сассексі і помер там 9 грудня 1882 року. Його поховали на цвинтарі Маунт-Джером у Дубліні. Табличка з його іменем розміщена в соборі Святого Патрика в Дубліні.

### Репутація
Його запам’ятали як вченого юриста та старанного депутата парламенту, але насамперед як відданого фанатичного протестанта з глибокою відданістю Церкві Ірландії, проти ліквідації якої він запекло виступав. У молодості він був крайнім євангелістом і рішуче виступав проти емансипації католиків, але кажуть, що його погляди пом’якшилися, коли він подорослішав. Його попередні релігійні погляди призвели до зіткнення з Деніелом О’Коннеллом, що прозвав його «Святий Джо». Іноді його звинувачували в лицемірстві, і він, звичайно, вмів лукавити: кандидати на посаду, які були впевнені в його підтримці, іноді на своє обурення виявляли, що він весь час їх блокував.

### Родина
20 серпня 1831 року він одружився з Чаріті (Черрі) Грейс, донькою Джона Грейса з Дубліна (зі старовинної родини з графства Кілкенні). Шлюб, описаний як «імпульсивний шлюб», був дуже щасливим. У них було 2 сини: Вільям Джон Напір, що помер раніше своїх батьків, на їхнє глибоке горе, і сер Джозеф Напір, ІІ баронет Напір, і 3 дочки: Грейс, Розетта і Черрі. Леді Напір померла 4 березня 1901 року. Одна з його сестер, Розетта Напір, вийшла заміж за Джеймса Вайтсайда, генерального прокурора Ірландії, а пізніше головного лорд-судді Ірландії. Тепла дружба між двома чоловіками закінчилася запеклою сваркою, яку так і не вдалося полагодити. Інша сестра, Мері Напір, вийшла заміж за Ехліна Моліне, що згодом став професором англійського права в Королівському університеті Белфаста. Вона померла молодою в 1831 році, залишивши сина Джеймса Генрі. Джон Робінсон, засновник і власник газети «Дубнін Дейлі Експресс» був двоюрідним братом Джозефа: це забезпечило Джозефу Напіру сприятливе висвітлення його позицій та політичної роботи в пресі – в поширеній юніоністській газеті.